# 朱諟𨰞
方城懷僖王朱諟𨰞（1451年—1485年），明朝伊藩第一代方城王，伊安王朱勉塣第二子（庶子中居長）。

## 生平
天順五年（1461年），獲賜名諟𨰞。成化四年（1468年），封方城王。成化二十一年（1485年），朱諟𨰞去世，享年三十五歲，諡號懷僖。其陵墓位於今洛陽市澗西區辛店街道沙坡。

## 家庭

### 妻
- 元配賈氏，封王妃[5]
- 繼室賀氏[5]

### 子
- 嫡長子：方城昭和王朱訏[6]
- 庶次子：鎮國將軍朱訏洌（1482年—1531年2月17日），弘治四年（1491年）五月賜名[7]，弘治十六年（1503年）賜誥命冠服[8]。夫人趙氏（1486年—1545年7月31日），是新安縣人趙榮與張氏的女兒[5]
  - 嫡長子：輔國將軍朱典柅[5]
    - 女：朱氏，幼[5]

  - 嫡次子：輔國將軍朱典梅[5]
  - 第一女：鹿邑縣君，儀賓蔡思忠[5]
  - 第二女：新樂郡君，儀賓劉世福[5]
- 嫡三子：鎮國將軍朱訏溫，弘治四年（1491年）五月賜名[7]，弘治十六年（1503年）賜誥命冠服[8]